# Interpret Europe
Interpret Europe – European Association for Heritage Interpretation (Interpretiraj Evropu - evropsko udruženje za interpretaciju baštine) međunarodna je neprofitna organizacija registrovana u Nemačkoj 2010. godine. Članovi organizacije su udruženja, institucije, firme i fizičke osobe. Oko 90% članova je iz Evrope.

## Istorija
Interpretacija baštine se razvila u nacionalnim parkovima Sjedinjenih Američkih Država u prvom delu 20. veka i prvi ju je definisao Friman Tilden 1957. Prvo nacionalno udruženje u Evropi bilo je Society for the Interpretation of Britain's Heritage (Društvo za interpretaciju britanske baštine), osnovano 1975. Organizacija Interpret Europe se razvila kao otvorena mreža 2000. godine, dok je udruženje službeno osnovano 14. jula 2010. godine u Sloveniji.

## Organizacija
Interpret Europe deluje kao dualni sistem s Izvršnim odborom direktora i Nadzornim odborom. Odbor direktora upravlja organizacijom i sačinjavaju ga barem dva člana. Nadzorni odbor bira Glavna skupština koja mora odobriti aktivnosti Odbora direktora i Nadzornog odbora.

## Ciljevi
Interpret Europe podstiče istraživanja i praktičan rad na polju interpretacije baštine.
Interpretacija baštine je neformalan pristup koji motiviše ljude da tragaju za značenjem prirodne i kulturne baštine kroz lična iskustva na baštinskim lokalitetima, kroz predmete ili događaje. To je pristup koji se koristi širom sveta, uglavnom na zaštićenim područjima, spomenicima, u muzejima te zoološkim i botaničkim vrtovima.
Interpret Europe funkcioniše kao evropska platforma za saradnju i razmenu između takvih institucija, kao i univerziteta na kojima se izučava interpretacija baštine.

## Aktivnosti
Interpret Europe organizuje konferencije, učestvuje u međunarodnim projektima i realizuje obuke.
Konferencije se obično sastoje od stotinjak prezentacija, radionica i studijskih poseta kojima doprinosi većina učesnika konferencija. Konferencije Interpret Europe su se dosad održale u Nemačkoj (2011), Italiji (2012), Švedskoj (2013), Hrvatskoj (2014) i Poljskoj (2015). „Interpretacija baštine - za budućnost Europe" bila je središnja tema konferencije Interpret Europe 2016. godine, koja je održana u Belgiji. Bila je posvećena pitanju kako iskustva posete istorijskih lokaliteta doprinose učenju o temama kao što su ljudska prava, aktivno građanstvo i mir.
Međunarodni projekti su usmereni na brojna područja vezana za temu interpretacije baštine, uključjujući razvoj evropskog kriterijuma kvaliteta (LEADER projekat “Transinterpret”, Leonardo projekat “TOPAS”), razvoj ponude trenerskih kurseva (Leonardo projekat “HeriQ”), rad sa specifičnom publikom (Grundtvig projekat “HISA”) i pristup učenju baziran na kompetencijama (Leonardo projekat “IOEH”, Grundtvig projekat “InHerit”).
Obuka se organizuje na raznim jezicima i trenutno se fokusira na obuku vodiča i trenera vodiča u lokalitetima koji prihvataju goste, poputparkova ili muzeja.

## Saradnja
Interpret Europe je deo globalne suradnje s National Association for Interpretation (SAD), Interpretation Canada, Interpretation Australia i drugim mrežama i inicijativama.
U Evropi, trenutno postoje zajednički projekti sa Association for Heritage Interpretation (UK) i Sdružení pro interpretaci místního dědictví (Češka). Interpret Europe sarađuje i s organizacijama Asociación para la Interpretación del Patrimonio (Španjolska) te Associação de Interpretação do Património Natural e Cultural (Portugal). Interpret Europe podstiče razvoj novih nacionalnih udruženja za interpretaciju baštine u Evropi.

## Spoljašnje veze
- Interpret Europe